# اولاد سیدی عبدالحاکم
اولاد سیدی عبدالحاکم (به فرانسوی: Oulad Sidi Abdelhakem) یک منطقهٔ مسکونی در مراکش است که در استان جراده واقع شده‌است. اولاد سیدی عبدالحاکم ۲٬۲۰۷ نفر جمعیت دارد.